# Romaria de Finados de Juazeiro do Norte
A Romaria de Finados de Juazeiro do Norte é uma das principais manifestações de piedade popular do município cearense do Juazeiro do Norte. A romaria constitui um importante espaço de expressão da cultura popular do Cariri, bem como de várias parte do Nordeste, e mesmo de outras regiões do Brasil. A ela acorrem peregrinos de diversas localidades, que visam a prestar suas homenagens ao Padre Cícero Romão e a Nossa Senhora das Dores. O número de fiéis que comparecem à festividade anualmente ronda as centenas de milhares, tendo a romaria de 2013 reunido aproximadamente 600 mil pessoas.